# Raveniola fedotovi
Raveniola fedotovi is een spinnensoort in de taxonomische indeling van de bruine klapdeurspinnen (Nemesiidae).
Raveniola fedotovi werd in 1946 beschreven door Charitonov.